# Radu Bușilă
Radu Bușilă (n. 16 decembrie 1979, Bălănești, Nisporeni) este un jurist și politician moldovean.
În anii 1987–1997 a frecventat școala medie de cultură generală nr.5 “Alexandru Donici” din mun. Chișinău. După absolvirea școlii, este admis la Colegiul de Poliție “Dimitrie Cantemir”, de pe lîngă Ministerul Afacerilor Interne al Republicii Moldova, jurist și gradul de plutonier adjutant . În noiembrie 2001 a devenit membru al Asociației Internaționale a Polițiștilor, Secția Română (International Police Association, IPA) și, împreună cu alți colegi, a fondat IPA „Academica” în cadrul Academiei de Poliție „A. I. Cuza” . Absolvește Academia de Poliție „Alexandru Ioan Cuza” din București în 2003, fiind licențiat în drept și gradul de locotenent de poliție. Apoi, s-a întors în țara natală pentru a-și dedica timpul apărării drepturilor omului, democrației și statului de drept. În prezent este Președinte al Coaliției Civice pentru o Guvernare Democratică și Transparentă din Republica Moldova. Și-a început cariera politică în 2004 devenind membru al Partidului Popular Creștin Democrat . În februarie 2004 devine membru al Asociației Criminaliștilor din România, București. În septembrie 2004 a absolvit studiile având specializarea relații internaționale. În aceeași perioadă, devine director de programe al Centrului pentru Prevenirea Conflictelor și Early Warning .
În 2008 a fondat, împreună cu alți juriști, Asociația Juriștilor Creștin-Democrați (AJCD), iar un an mai târziu a devenit președintele asociației. În 2009, în calitate de președinte AJCD, împreună cu alte 29 de asociații obștești, a fondat Coaliția Civică pentru o Guvernare Democratică și Transparentă.
La 20 februarie 2011 — la Congresul XIII al Partidului Popular Creștin Democrat este ales în calitate de vicepreședinte al PPCD. 
și este candidatul la Primăria Chișinăului din partea acestui partid, la alegerile locale din 5 iunie 2011 .
La data de 20 noiembrie 2020 devine primar de Piatra, raionul Orhei din partea partidului Șor.